# ایما سومک
ایما سومَک (انگلیسی: Yma Sumac;‎/ˈiːmə ˈsuːmæk/‎؛ ۱۳ سپتامبر ۱۹۲۲– ۱ نوامبر ۲۰۰۸) یک خواننده، هنرمند و هنرپیشه اهل پرو و ایالات متحده آمریکا بود. وی بین سال‌های ۱۹۴۲ تا ۱۹۹۷ میلادی فعالیت می‌کرد.
صدای او، بازهٔ فرکانسی گسترده‌ای داشت به نحوی که در اوج فعالیت حرفه‌ای‌اش، به بیش از ۵ اکتاو می‌رسید و از E2 تا B♭۷ را در بر می‌گرفت. (در حدود ۱۰۷ هرتز تا ۳٫۷ کیلوهرتز)
از فیلم‌ها یا برنامه‌های تلویزیونی که وی در آن نقش داشته‌است می‌توان به عمر خیام اشاره کرد. در یکی از برنامه‌های ضبط صدا، او اجرایی با وسعت ۴٫۵ اکتاو داشت. (از B1 تا F#7). او می‌توانست از محدودهٔ صدایی یک باریتون تا محدودهٔ صدای سوت انسان (بالاترین فرکانس صدای انسان) اجرا کند. در ترانهٔ «موجودات جنگلی» (۱۹۵۳) به‌خوبی می‌توان هر دو فرکانس بالا و پائین صدای او را شنید.
در سال ۲۰۱۲ میلادی، «جان اچ. هِیلی»، متخصص ضبط، ترمیم و بازیافت اصوات، صدای «ایما سومک» را با خوانندگانی همچون «ایزابلا کلبران»، «ماریا مالیبران» و «پولین ویاردو» مقایسه کرد. او گفت: «اگرچه صدای سومَک نفوذ آشکار و شفاف یک سوپرانوی کولوراتورِ واقعی را ندارد، اما جایگاه خود را به عنوان یک صدای مبهم شیرین و اغواکننده… و تقریباً منحصربه‌فرد در زمانهٔ داراست.»